# Kevin Stöger
Kevin Stöger (Steyr, 27 agosto 1993) è un calciatore austriaco, centrocampista del Borussia M'gladbach.

## Carriera

### Club
Nella stagione 2012-2013 ha giocato una partita in Coppa di Germania con lo Stoccarda.
Il 1º luglio 2013 viene ceduto in prestito biennale al Kaiserslautern.
Il 25 agosto 2015 viene ceduto a titolo definitivo al Paderborn.
Nell'estate 2016 viene acquistato dal Bochum.
Il 28 maggio 2018 viene ingaggiato dal Fortuna Düsseldorf.
Il 7 ottobre 2020 sigla un contratto biennale con il Magonza.
Il 10 giugno 2022 firma un contratto biennale con il Bochum, tornando così a militare nel club dopo quattro anni.
Il 4 giugno 2024 firma un contratto triennale con il Borussia M'gladbach con decorrenza 1º luglio 2024.

### Nazionale
Con l'Austria Under-20 ha preso parte ai Mondiali di categoria del 2011. Successivamente ha giocato alcune partite con l'Under-21.
Il 18 marzo 2019 viene convocato per la prima volta in nazionale maggiore.
Il 6 settembre 2024 fa il suo debutto con la massima selezione austriaca nel pareggio per 1-1 in casa della Slovenia in Nations League.

## Statistiche

### Cronologia presenze e reti in nazionale
| Cronologia completa delle presenze e delle reti in nazionale ― Austria | Cronologia completa delle presenze e delle reti in nazionale ― Austria | Cronologia completa delle presenze e delle reti in nazionale ― Austria | Cronologia completa delle presenze e delle reti in nazionale ― Austria | Cronologia completa delle presenze e delle reti in nazionale ― Austria | Cronologia completa delle presenze e delle reti in nazionale ― Austria | Cronologia completa delle presenze e delle reti in nazionale ― Austria | Cronologia completa delle presenze e delle reti in nazionale ― Austria |
| Data                                                                   | Città                                                                  | In casa                                                                | Risultato                                                              | Ospiti                                                                 | Competizione                                                           | Reti                                                                   | Note                                                                   |
| ---------------------------------------------------------------------- | ---------------------------------------------------------------------- | ---------------------------------------------------------------------- | ---------------------------------------------------------------------- | ---------------------------------------------------------------------- | ---------------------------------------------------------------------- | ---------------------------------------------------------------------- | ---------------------------------------------------------------------- |
| 6-9-2024                                                               | Lubiana                                                                | Slovenia                                                               | 1 – 1                                                                  | Austria                                                                | UEFA Nations League 2024-2025 - 1º turno                               | -                                                                      | 82’                                                                    |
| 9-9-2024                                                               | Oslo                                                                   | Norvegia                                                               | 2 – 1                                                                  | Austria                                                                | UEFA Nations League 2024-2025 - 1º turno                               | -                                                                      | 78’                                                                    |
| 14-11-2024                                                             | Pavlodar                                                               | Kazakistan                                                             | 0 – 2                                                                  | Austria                                                                | UEFA Nations League 2024-2025 - 1º turno                               | -                                                                      | 72’                                                                    |
| 20-3-2025                                                              | Vienna                                                                 | Austria                                                                | 1 – 1                                                                  | Serbia                                                                 | UEFA Nations League 2024-2025 - Play-off                               | -                                                                      | 89’                                                                    |
| 23-3-2025                                                              | Belgrado                                                               | Serbia                                                                 | 2 – 0                                                                  | Austria                                                                | UEFA Nations League 2024-2025 - Play-off                               | -                                                                      | 75’                                                                    |
| Totale                                                                 |                                                                        | Presenze                                                               | 5                                                                      |                                                                        | Reti                                                                   | 0                                                                      |                                                                        |